# Makedonski Olimpiski Komitet
Das Makedonski Olimpiski Komitet (MOK, mazedonisch Македонски Олимписки Комитет) ist das Nationale Olympische Komitee in Nordmazedonien mit Sitz in Skopje.

## Geschichte
Nach der Unabhängigkeit von Jugoslawien starteten nordmazedonische Sportler, die noch nicht über ein eigenes NOK verfügten, bei den Olympischen Spielen 1992 in Barcelona zunächst als unabhängige Teilnehmer, noch im selben Jahr erfolgte aber die Gründung des Makedonski Olimpiski Komitet. 1993 erfolgte die offizielle Anerkennung durch das IOC. 1996 gab Nordmazedonien in Atlanta sein Olympiadebüt bei Olympischen Sommerspielen. 1998 nahm Nordmazedonien in Nagano auch erstmals an Olympischen Winterspielen teil. 2015 war Nordmazedonien auch Teilnehmer bei den ersten Europaspielen in Baku. Zudem ist das Komitee Mitglied im Comité international des Jeux méditerranéens und damit bei den Mittelmeerspielen startberechtigt. Bis zur Namensänderung am 13. Februar 2019 nutzte Nordmazedonien die Bezeichnung Former Yugoslav Republic of Macedonia (frühere jugoslawische Republik Mazedonien) auf Grund des Streits um den Namen Mazedonien mit Griechenland. Präsident des Komitees ist Vasil Tupurkovski, der das Amt seit Gründung des MOKs ausübt.